# Rheumaptera ancipitata
Rheumaptera ancipitata är en fjärilsart som beskrevs av Treitschke 1828. Rheumaptera ancipitata ingår i släktet Rheumaptera och familjen mätare. Inga underarter finns listade.